# 1. division i ishockey 1960-61
Danmarksmesterskabet i ishockey 1960-61 var det fjerde DM i ishockey. Mesterskabet blev arrangeret af Dansk Ishockey Union og blev for første gang afviklet i ligaform med deltagelse af fire klubber, der spillede en dobbeltturnering.
To af klubberne, Kjøbenhavns Skøjteløberforening (KSF) og Esbjerg Skøjte Klub havde fordel af at kunne træne og spille på kunstfrosne isbaner, mens Rungsted Ishockey Klub og Silkeborg Skøjteløberforening fortsat var henvist til spil på naturis, når vejret tillod det.
Mesterskabet blev for tredje gang i træk vundet af KSF, som gik ubesejret gennem turneringen. Sølvmedaljerne gik ligeledes for tredje gang i træk til Rungsted IK, mens bronzemedaljerne blev vundet af Esbjerg SK, som dermed vandt DM-medaljer for første gang i klubbens historie.

## Resultater og stillinger

### 1. division
| Plac.  | Hold         | Kampe | V | U | T | Mål    | Point |
| ------ | ------------ | ----- | - | - | - | ------ | ----- |
| Guld   | KSF          | 6     | 6 | 0 | 0 | 82-800 | 12    |
| Sølv   | Rungsted IK  | 6     | 4 | 0 | 2 | 64-230 | 8     |
| Bronze | Esbjerg SK   | 6     | 2 | 0 | 4 | 29-380 | 4     |
| 4.     | Silkeborg SF | 6     | 0 | 0 | 6 | 06-112 | 0     |

### Op- og nedrykning
Silkeborg Skøjteløberforening endte sidst i 1. division, og skulle dermed spille mod vinderen af den nyoprettede 2. division om at forblive i rækken. Modstanderen i oprykningskampen blev Furesø, en helt nystartet klub etableret af en flok gymnasiedrenge fra Holte Gymnasium, der var i god form og som hurtigt trænede sig dygtige. Furesø-drengene havde nemlig vundet 2. division øst og derefter den 12. februar 1961 besejret vinderen af 2. division vest, IK Horsens, med 22-0 (4-0, 12-0, 6-0) i kampen om retten til at spille om oprykning mod Silkeborg.
I duellen om pladsen i 1. division vandt Furesø 6-1 over Silkeborg, og dermed overtog sjællænderne silkeborgensernes plads i den bedste række.